# Radnice v Mělníku
Radnice v Mělníku na centrálním historickém náměstí Míru je památkově chráněnou budovou. Současná budova radnice sestává ze tří původně samostatných objektů: vlastní historické radnice uprostřed, levého a pravého domu se zadními křídly.
Na budově jsou prvky gotické, renesanční, barokní, klasicistní i moderní.

## Historie proměn budovy

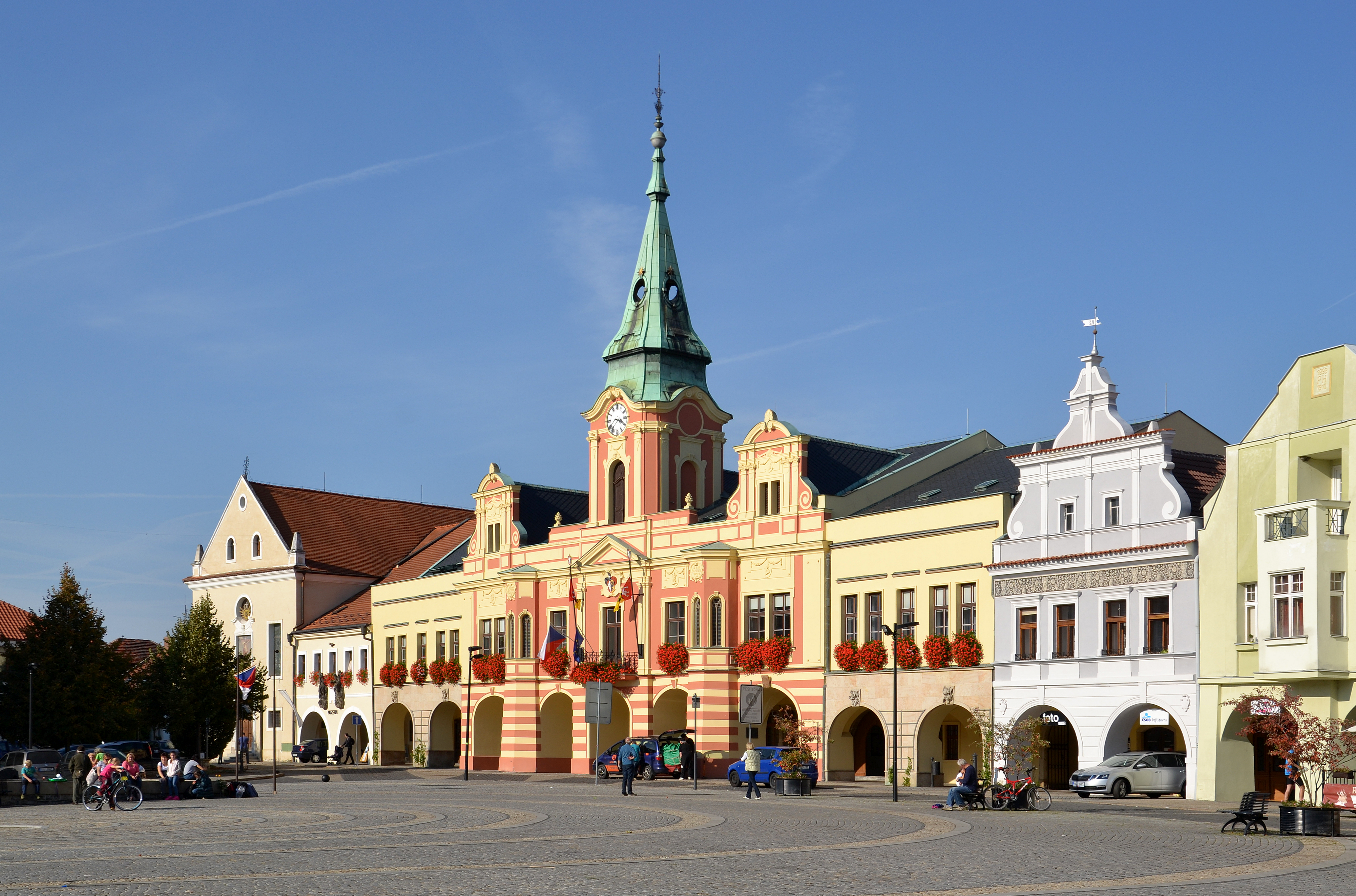
Budova radnice na Náměstí Míru

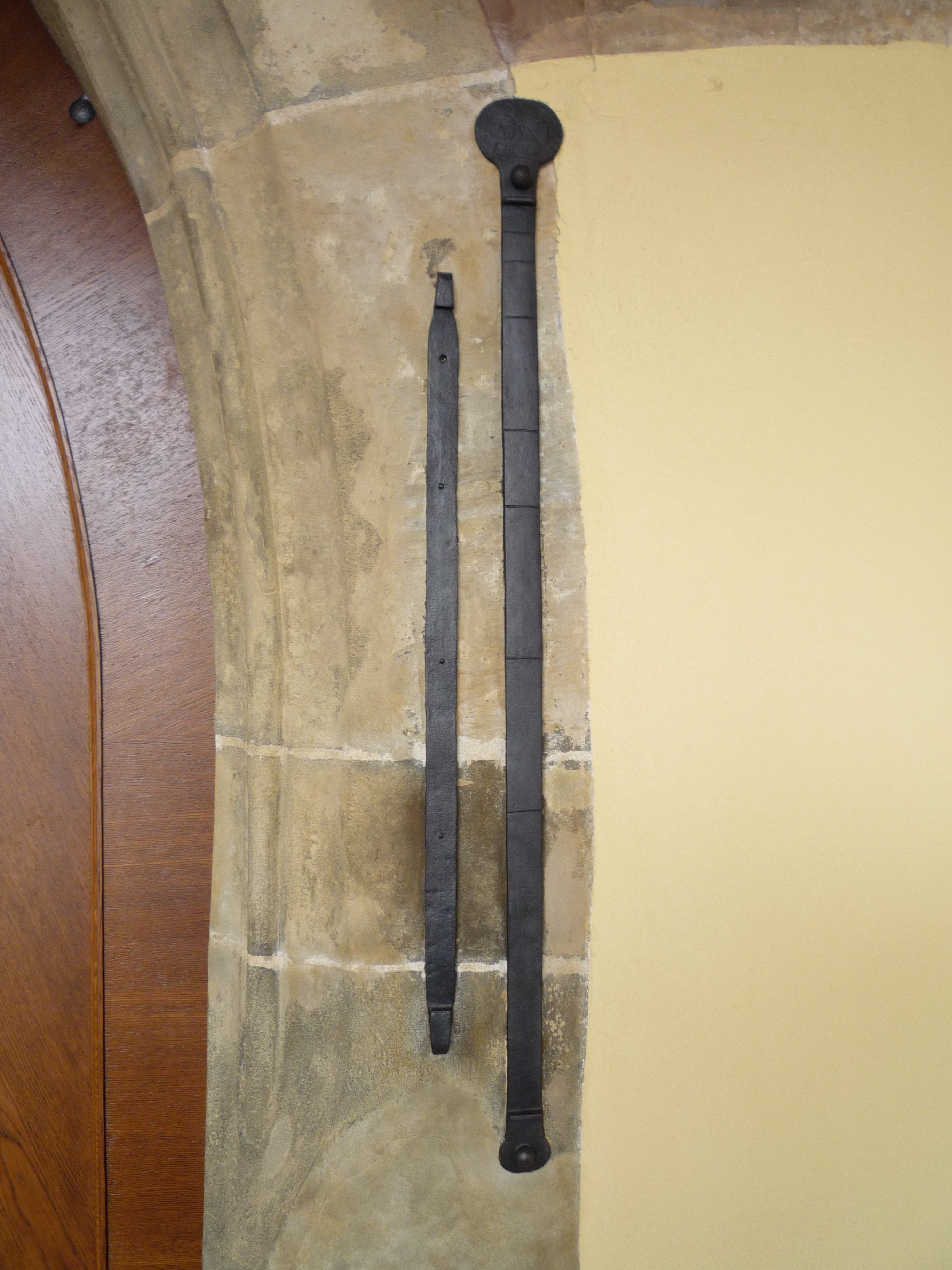
Vídeňský a pražský loket u vchodu radnice

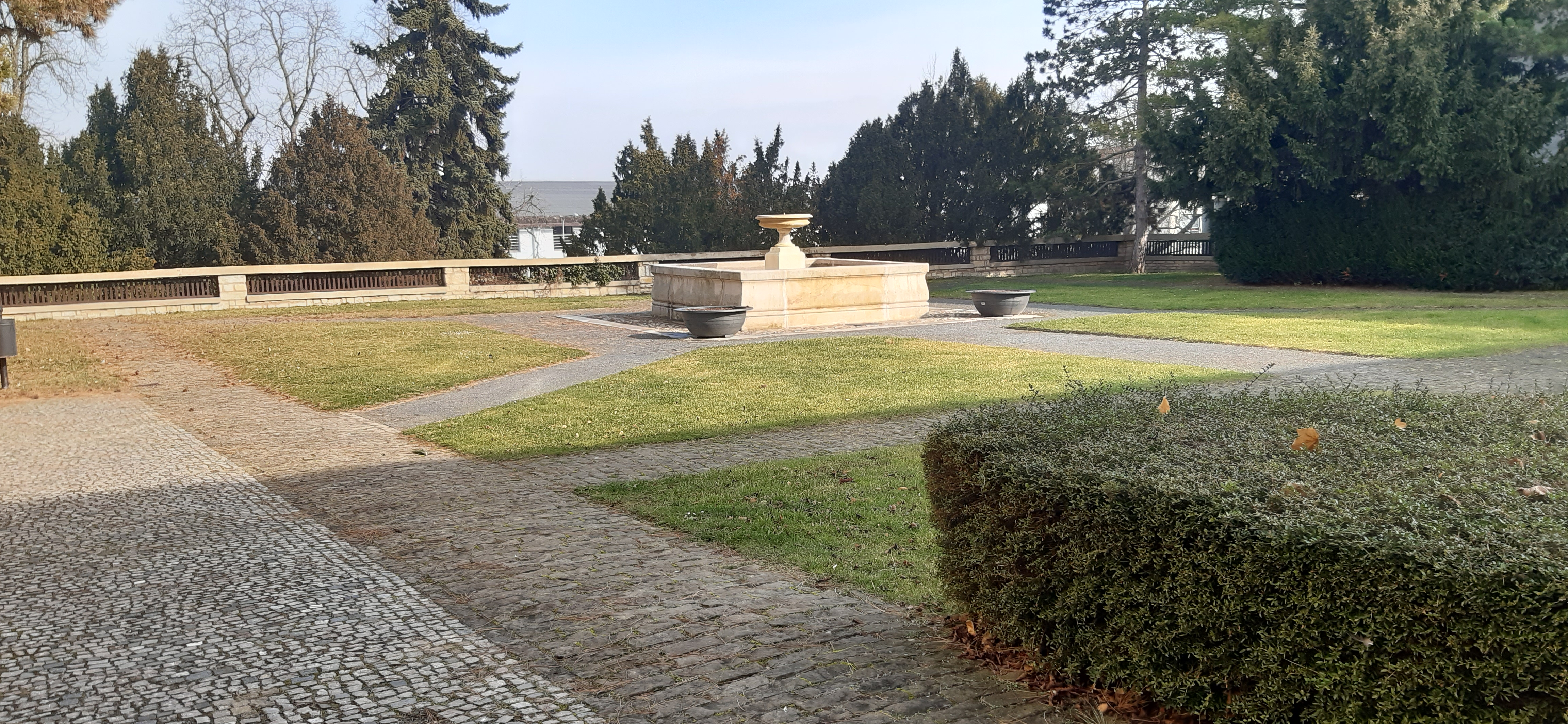
Kašna na nádvoří radnice

Na místě dnešní radnice stávala původně rychta připomínaná již ve 14. století, její budova tvoří část jádra budovy radnice. V rychtě byla také kaple sv. Barbory a sv. Jakuba.[který?] V roce 1449 město rychtu odkoupilo a přeměnilo na radnici, i když se budově i nadále říkala rychta.
Potřebám radnice budova přestala vyhovovat a proto před rokem 1558 došlo k rozsáhlé renesanční přestavbě exteriéru i interiéru. Vnější podoba se změnila zejména přístavbou druhého arkýře s podloubím, fasáda byla pokryta sgrafity. Po požáru sousedního domu roku 1592 (dnes součásti radnice), kterým byla částečně poškozena i radnice došlo okamžitě k dalším úpravám. I když další následovaly ještě v roce 1672, zpráva z roku 1695 uvádí, že radnice byla velmi zchátralá. Požár v roce 1765 budovu znovu silně poškodil, okamžitě začaly barokní úpravy a opravy, dokončeny byly v roce 1793. Budova dostala dva barokní štíty, radniční věž měděnou báň a do níž byly vloženy pamětní listiny.
Dalších úprav se budova dočkala v roce 1826, v letech 1885-1889 bylo nově upraveno průčelí. Při této opravě byla vážně poškozena kaple, proto při rozšiřování místností pro potřeby úřadu byla loď kaple změněna v radniční místnost a zůstal zachován jen jeden arkýř.
V roce 1886 byla báň pozlacena, při opravě byly v báni nalezeny pamětní spisy a listiny z předchozích oprav. Nový pamětní spis s poselstvím budoucím generacím byl vložen do báně v den svátku sv. Ludmily v roce 1887, jeho autorem byl městský tajemník František Tříska. Opis dokumentu se dochoval.
V roce 1886 bylo opraveno průčelí budovy (úpravu štítů navrhl stavitel Dobroslav Klusáček) s fasádou a průjezd do dvora byl vydlážděn dřevěnými špalíčky. Do radnice bylo prozatímně umístěno městské muzeum (1888–1892), knihovna s čítárnou a městská spořitelna.
Úpravy v letech 1909–1911 prováděl architekt Kamil Hilbert.
V letech 1939–1941 byla radnice rozšířena a její interiéry výrazně upraveny podle návrhu pražského architekta Josefa Šebka. Původní centrální budova byla pietně upravena a k ní přičleněny sousední domy, čímž vzniklo vnitřní nádvoří uprostřed s kašnou. V nádvoří byly oba domy rozšířeny přístavbami. Do přízemí byl nastěhován městský archiv.

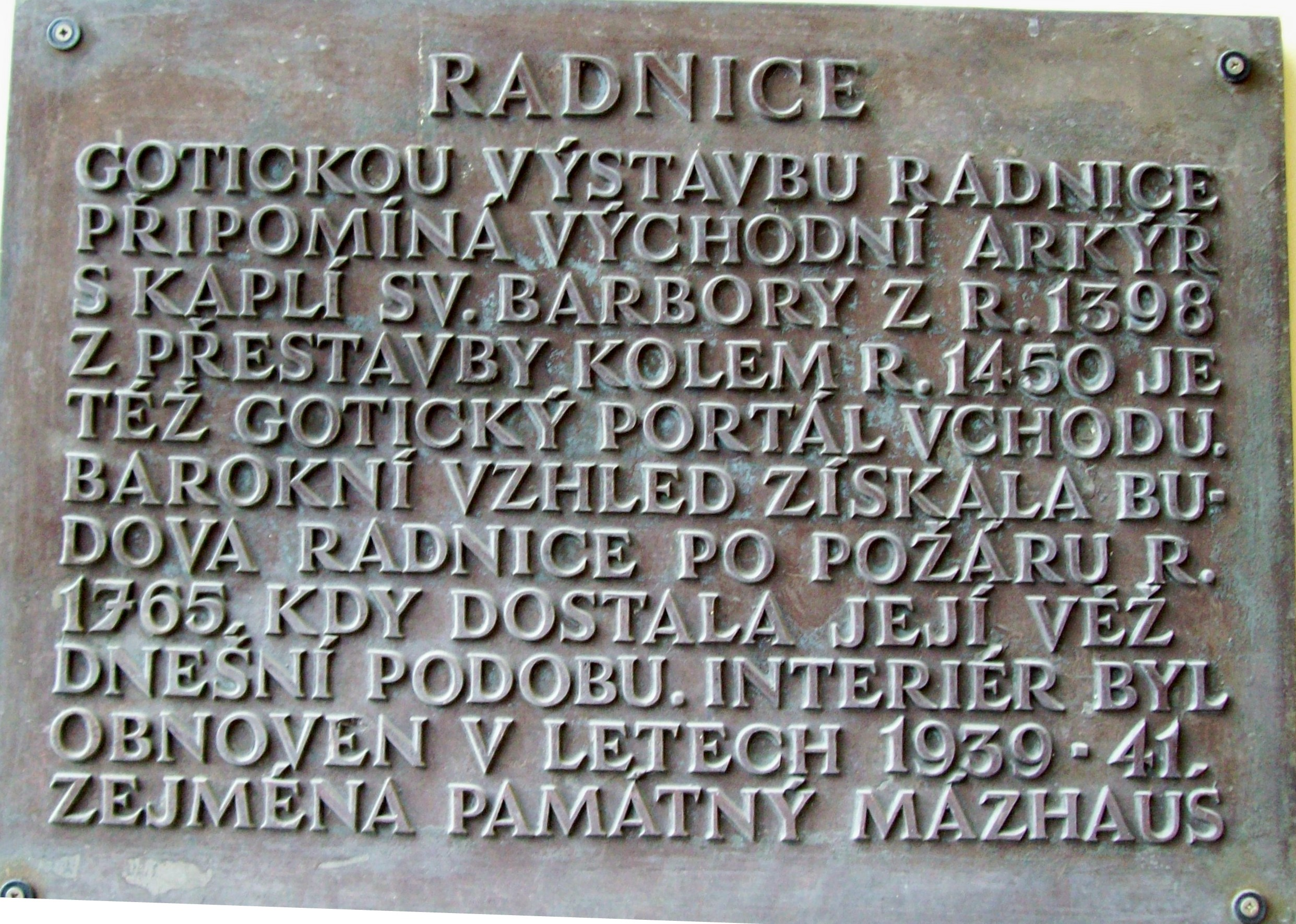
Pamětní deska před vchodem do radnice

V roce 1974 byla znovu obnovena a upravena vnější fasáda budovy.

## Architektura budovy
Radnice budovy je komplexem tří budov se středním průčelím s osami na obou stranách se sedlovou střechou. Za nejstarší část lze považovat (dle půdorysu) levou a střední část zástavby.
Uprostřed budov nad střední osou je nad vstupem balkón s litinovým zábradlím, nad ním je umístěn městský znak. Nad trojúhelníkovým štítem je mohutná věž s jehlancovou střechou s hodinami. Na obou stranách jsou zdobené barokní štíty se sdruženými okny. Na obou stranách od středu je dvojice gotických arkýřů, z nichž levý býval součástí původní kaple.
Podloubí je téměř celé s křížovými většinou až renesančními klenbami, jsou v ní ale odkryta zachovalá gotická okna.
Vstupní mázhaus je také částečně zaklenut křížovými klenbami.
První patro je podobně zaklenuto jako přízemí včetně zasedací síně. Mázhaus v patře má zachovalé torzo gotické kaple s freskou ze 17. století.
Na venkovní zdi vedle vstupního portálu do budovy je zachován tzv. vídeňský (rakouský) loket a vedle něho loket pražský; oba byly používané při trzích na náměstí.
Pod budovou jsou částečně zachovány gotické sklepy.

## Vnější výzdoba
Do vchodu v přízemí byl v roce 1949 umístěn třídílný reliéf s výjevy kněžna Emma v mincovně, sv. Ludmila učí sv. Václava, sv. Václav na vinici. Autorem reliéfu je Alois Kroupa.

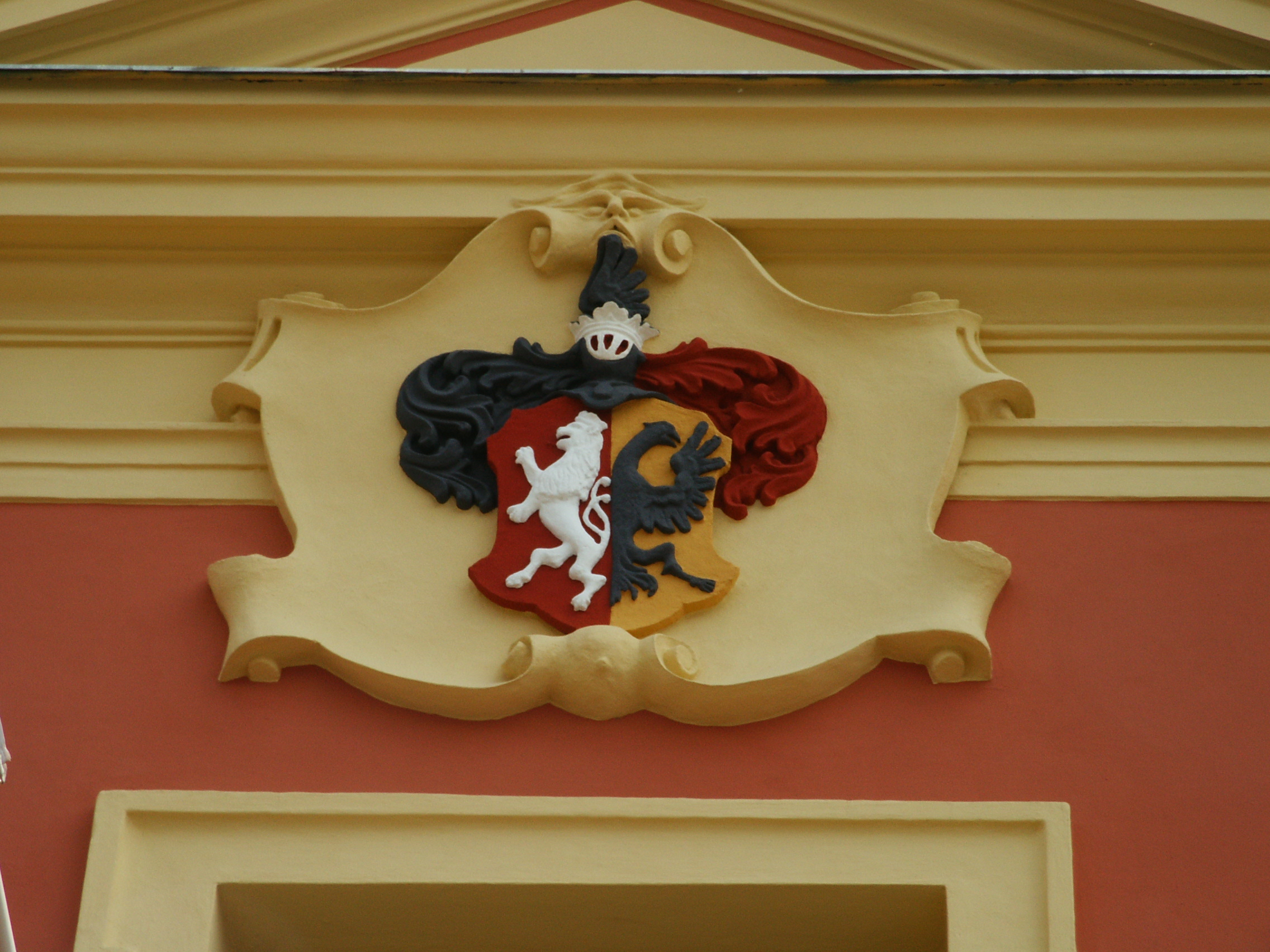
Znak města nad vchodem do radnice

Dodatečně byla ve vchodu umístěna také busta osvoboditele města v roce 1945 polského generála Świerczewského.

## Správa města
Rychta byla jednou z dominant města. První rychtář je doložen k roku 1311 (zakládací listinu město nemá, nejstarší zpráva o městě je v listině krále Přemysla Otakara II. s datem 25. listopadu 1274). Za husitských válek se město přidalo na stranu husitskou a městská rychta byla místem mnoha jednání.
V letech 1429–1437 vlastnil rychtu Mikuláš z Tujánce, nejvyšší maršálek královny Žofie Bavorské. V roce 1444 se stal rychtářem Jan Črt, v roce 1548 se královským rychtářem stal měšťan a člen rady města Hron Divický z Divic.
V průběhu třicetileté války byl Mělník několikrát obsazen a vydrancován švédskou a saskou armádou, v radnici se usadil jeden z důstojníků. Byl prohledán městský archiv a jako válečná kořist odvezeny vzácné knihy. Po třicetileté válce pořádek ve městě vykonával zástupce české královny z řad šlechty. Ten každoročně navštívil Mělník a slavnostně obnovil městskou radu dvanácti konšelů; ti se střídali na pozici purkmistra a současně byl zvolen i královský rychtář dohlížející na pořádek v městě. V době panování císaře Karla VI. se ustálila podmínka, že všichni členové městské rady musí být katolického vyznání. Za vlády Marie Terezie byl počet členů rady snížen na osm, městský písař musil mít právnické vzdělání. V roce 1788 za vlády císaře Josefa II. byl zaveden tzv. regulovaný magistrát, správu mohli vykonávat pouze kompetentní a vzdělaní úředníci. V čele stát jmenovaný a potvrzený purkmistr až po zkoušce u apelačního soudu.
V roce 1885 byl napsán dokument o úpravách radnice, v němž bylo zmíněno i tehdejší vedení města – starostou byl Václav Hampl, uvedena byla i jména členů rady a zastupitelstva a městských úředníků a strážníků.
V roce 1918 starosta Dr. Josef Valina z radničního balkónu 28. října oznámil shromážděnému davu vznik československého státu.
Budova radnice je trvalým sídlem úřadu města Mělníka.